# Циммерман, Юлиус Генрих

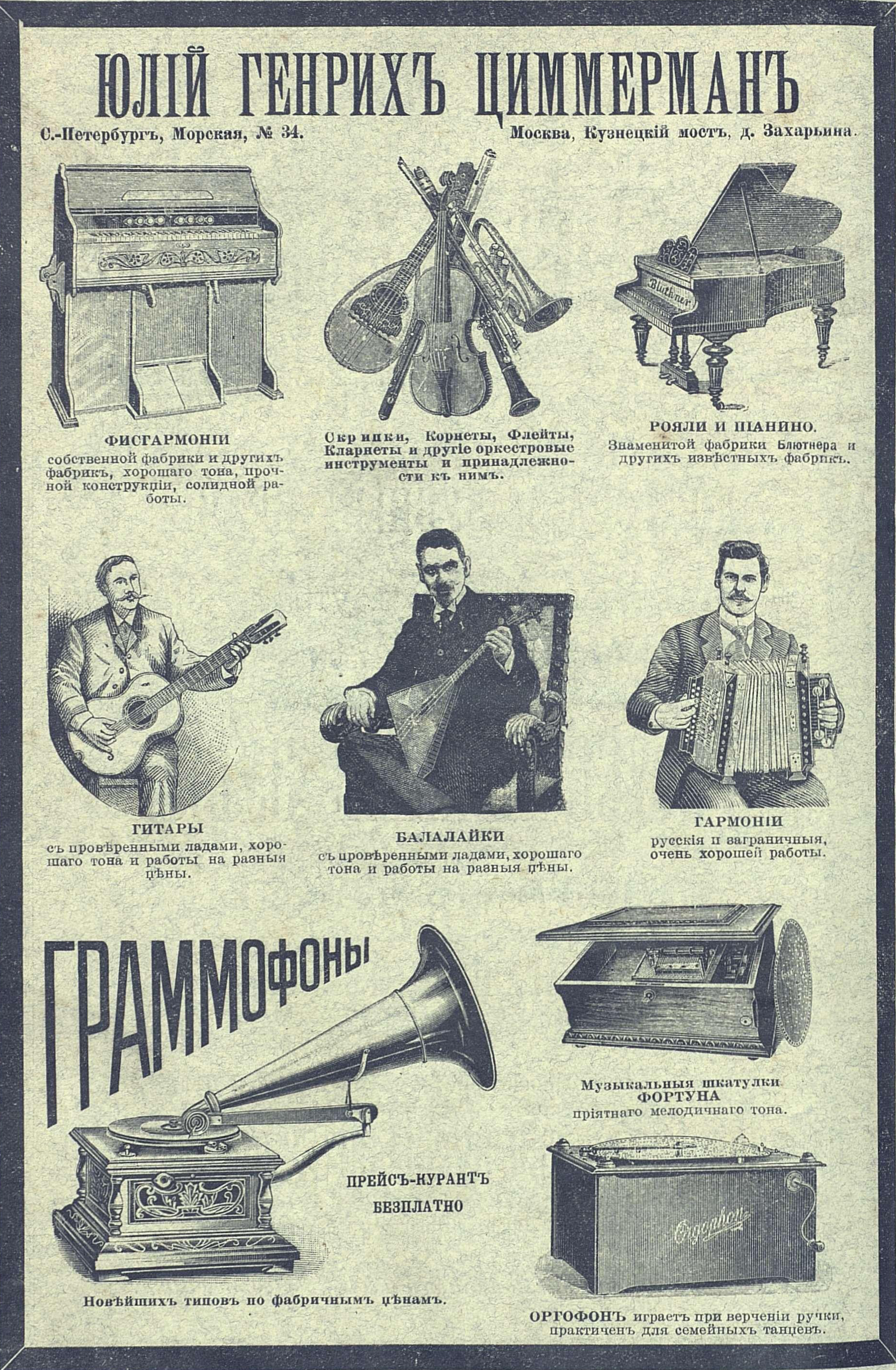
Реклама инструментов
Ю. Г. Циммермана, 1905 год.

Ю́лиус (Ю́лий) Ге́нрих Циммерма́н (нем. Julius Heinrich Zimmermann; 22 сентября 1851, Штернберг — 23 апреля 1923, Берлин) — фабрикант музыкальных инструментов и музыкальный издатель немецкого происхождения, долгое время работавший в Российской империи.

## Период в России
Родился в старинной семье немецких фортепианных мастеров (по другим данным — в семье владельца кожевенного завода). После обучения банковскому делу в Берлине переехал в 1876 году в Санкт-Петербург, где открыл магазин и нотное издательство. Вскоре Циммерман стал широко известен как один из лучших поставщиков музыкальных инструментов, а у его фирмы открылись филиалы в Москве (1882), Лондоне (1897), Риге (1903 или 1905) и Лейпциге (1886, с 1929 года стало самостоятельным), где началось производство струнных, деревянных, медных и щипковых инструментов собственной марки «J.H.Z.». В мастерских Циммермана работали мастера, приглашённые из Маркнойкирхен, в частности мастер по медным духовым инструментам Йозеф Шиммер. В 1883 году в Санкт-Петербурге открыл фабрику музыкальных инструментов, где выпускались в частности скрипки, мандолины, цитры, флейты, кларнеты и корнеты. Магазин Циммермана размещался в Москве на Кузнецком Мосту в доме Торлецкого — Захарьина, в Петербурге — на Большой Морской, 34—40.
Циммерман являлся представителем фирм «Блютнер» (Санкт-Петербург и Москва), «Шрёдер» (Москва и Лейпциг), «Стейнвей и Сыновья» (Санкт-Петербург и Москва) и других.
За свои заслуги в Российской империи Юлиус Циммерман был награждён орденом Святого Станислава (1901) и объявлен эксклюзивным поставщиком музыкальных инструментов для российской армии.

## Период в Германии
В 1886 году Циммерман вернулся в Германию и перенёс центр своего предприятия в Лейпциг, к которому относилось и музыкальное издательство. С 1893 года фирма регулярно была представлена на международных выставках, где неоднократно выигрывала золотые медали за музыкальные инструменты собственного производства.
В 1900 году в его руки перешла фирма нем. Adler-Musikwerke в Лейпциге. В 1904 году Циммерман приобрёл фортепианную фабрику Густава Фидлера, на которой продолжал производство клавишных инструментов под этим именем, а также под собственным именем «Jul. Heinr. Zimmermann». Фабрика также производила различные механические музыкальные шкатулки и автоматы «Фортуна», а модели «оргофон» и «кантофон» стали запатентованными изобретениями.
К концу XIX века музыкальное издательство «Zimmermann» выпускало ноты уже миллионными тиражами в Европе и Америке (в США — совместно с компанией англ. G.Schirmer в Нью-Йорке). Циммерманом были изданы ноты композиторов М. Балакирева, С. Ляпунова, П. Юона, Сарасате, Л. Шпора, К. Райнеке, Э. Кёлера, Ф. Бюхнера, И. Андерсена, Э. Прилля, В. Поппа, К. Венера, В. Н. Цыбина, А. Тершака, С. Ядассона, А. Львова, В. Василевского, Н. Артемьева, Н. Потапова, и других; школы игры на различных инструментах, аппликатуры игры на духовых инструментах, каталоги музыкальной литературы.

## После 1914 года
В 1914 году после начала Первой мировой войны фирма в России была объявлена «вражеским достоянием». Во время немецких погромов в мае 1915 года один из крупнейших в Москве магазинов музыкальных инструментов Циммермана на Кузнецком мосту атаковала разъяренная толпа: рояли сбрасывали с четвертого этажа здания. В 1919 году фирму национализировали. На базе фабрики духовых инструментов был создан «Ленинградский завод духовых инструментов» (сейчас «Санкт-Петербургский завод духовых музыкальных инструментов»).
В 1919 году Циммерманом был открыт новый филиал мастерской в Маркнойкирхен. До 1936 года там в основном производились балалайки, мастером Паулем Фишером, который затем основал свою собственную мастерскую.
В 1922 году Юлиус Циммерман передал все дела своим сыновьям — Вильгельму (1891—1946) и Августу (1877—1952). Скончался в возрасте 70 лет. В 1928 году фирма была разделена, часть фирмы по производству музыкальных инструментов (в том числе мастерская в Маркнойкирхен) отошла к Августу Циммерману; существовала до 1936 года. Музыкальное издательство отошло к Вильгельму Циммерману, который впоследствии стал издателем Николая Метнера. Музыкальное издательство «Zimmermann» и сейчас является одним из крупнейших в мире, центральный офис издательства находится во Франкфурте-на-Майне.